# Sapromyza pusillima
Sapromyza pusillima är en tvåvingeart som först beskrevs av Meijere 1914.  Sapromyza pusillima ingår i släktet Sapromyza och familjen lövflugor. Inga underarter finns listade i Catalogue of Life.